# Wereldkampioenschappen schaatsen allround 2005
De wereldkampioenschappen schaatsen allround 2005 werden op 5 en 6 februari 2005 in het Krylatskoje te Moskou, Rusland gehouden.
Titelverdedigers waren de Wereldkampioenen van 2004 in Hamar, Noorwegen. In het Vikingskipet werden de Nederlandse Renate Groenewold en de Amerikaan Chad Hedrick kampioen.
De Duitse Anni Friesinger en de Amerikaan Shani Davis werden wereldkampioen.

## Mannentoernooi
Bij de mannen was dit wereldkampioenschap vooral een Amerikaans-Nederlandse aangelegenheid. De eerste niet-Amerikaan of niet-Nederlander was in het eindklassement pas op de achtste plaats te vinden. Chad Hedrick deed afstand van de troon ten gunste van landgenoot Shani Davis. Debutant Sven Kramer haalde brons, de "veteranen" Uytdehaage, Verheijen en De Jong grepen naast de medailles.

## Vrouwentoernooi
Vierentwintig schaatssters, 14 uit Europa Duitsland (4), Nederland (4), Noorwegen (2), Rusland (2), Italië (1) en Polen (1), 5 uit Noord-Amerika & Oceanië (Canada (3) en de Verenigde Staten (2), 5 uit Azië (Japan (3) en China (2), namen eraan deel. Zes rijdsters debuteerden dit jaar.
Anni Friesinger nam voor de achtste keer deel aan het WK Allround en stond voor de vierde maal bij de huldiging op het erepodium, ze werd voor de derde keer wereldkampioene, de achtste vrouw die dit presteerde. Cindy Klassen nam voor de derde keer in haar vijfde deelname plaats op het erepodium, zij werd tweede. De derde plaats werd door Claudia Pechstein ingenomen, dit was het tiende opeenvolgende jaar dat ze op dit podium plaats nam en evenaarde daarmee het 'record' van Gunda Niemann. Pechstein reed haar dertiende WK Allroundtoernooi, na Seiko Hashimoto ('93) en Emese Hunyady ('98) was zij de derde vrouw die dit aantal deelnames bereikte.
De wereldkampioene van 2004, Renate Groenewold, eindigde met haar zevende deelname op de zevende plaats. Wieteke Cramer reed haar derde WK Allroundtoernooi, veroverde de bronzen medaille op de 500m en eindigde als vierde Nederlandse op de elfde plaats. Debutante Ireen Wüst veroverde de zilveren medaille op de 1500m en eindigde op de vijfde plaats. Tweede debutante Moniek Kleinsman eindigde op de achtste plaats.

## Eindklassement

### Mannen
| Rang   | Schaatser         | Land             | Punten  | 500m          | 5000m        | 1500m        | 10.000m       |
| ------ | ----------------- | ---------------- | ------- | ------------- | ------------ | ------------ | ------------- |
| Goud   | Shani Davis       | Verenigde Staten | 150,777 | 36,33 (2)     | 6.26,39 (5)  | 1.46,60 (1)  | 13.25,51 (5)  |
| Zilver | Chad Hedrick      | Verenigde Staten | 150,961 | 36,65 (3)     | 6.23,61 (2)  | 1.47,50 (2)  | 13.22,35 (4)  |
| Brons  | Sven Kramer       | Nederland        | 152,244 | 37,19 (7)     | 6.27,27 (6)  | 1.49,28 (6)  | 13.18,03 (3)  |
| 4      | Carl Verheijen    | Nederland        | 152,715 | 37,64 (13)    | 6.25,99 (4)  | 1.49,81 (9)  | 13.17,47 (2)  |
| 5      | Jochem Uytdehaage | Nederland        | 152,793 | 37,34 (11)    | 6.27,87 (7)  | 1.49,07 (5)  | 13.26,21 (6)  |
| 6      | KC Boutiette      | Verenigde Staten | 153,532 | 36,98 (6)     | 6.33,74 (9)  | 1.48,79 (3)  | 13.38,31 (9)  |
| 7      | Bob de Jong       | Nederland        | 153,859 | 38,30 (16)    | 6.24,12 (3)  | 1.50,22 (10) | 13.28,15 (7)  |
| 8      | Øystein Grødum    | Noorwegen        | 154,123 | 39,55 (22)    | 6.22,31 (1)  | 1.51,01 (14) | 13.06,79 (1)  |
| 9      | Ivan Skobrev      | Rusland          | 154,398 | 37,28 (10)    | 6.35,22 (11) | 1.49,40 (8)  | 13.42,60 (10) |
| 10     | Derek Parra       | Verenigde Staten | 155,390 | 36,82 (4)     | 6.42,26 (17) | 1.48,98 (4)  | 14.00,37 (11) |
| 11     | Bart Veldkamp     | België           | 155,410 | 38,31 (17)    | 6.32,83 (8)  | 1.51,85 (17) | 13.30,68 (8)  |
| 12     | Jevgeni Lalenkov  | Rusland          | 156,393 | 36,96 (5)     | 6.42,82 (18) | 1.49,32 (7)  | 14.14,22 (12) |
| NC13   | Takahiro Ushiyama | Japan            | 113,960 | 36,28 (1)     | 6.46,84 (20) | 1.50,99 (13) |               |
| NC14   | Stefan Heythausen | Duitsland        | 114,271 | 37,23 (8)     | 6.40,98 (15) | 1.50,83 (12) |               |
| NC15   | Håvard Bøkko      | Noorwegen        | 114,380 | 37,27 (9)     | 6.39,84 (14) | 1.51,38 (16) |               |
| NC16   | Johan Röjler      | Zweden           | 114,557 | 37,71 (14)    | 6.37,31 (12) | 1.51,35 (15) |               |
| NC17   | Arne Dankers      | Canada           | 115,096 | 38,77 (21)    | 6.35,03 (10) | 1.50,47 (11) |               |
| NC18   | Hiroki Hirako     | Japan            | 115,568 | 37,94 (15)    | 6.38,32 (13) | 1.53,39 (19) |               |
| NC19   | Kesato Miyazaki   | Japan            | 116,529 | 38,31 (17)    | 6.46,23 (19) | 1.52,79 (18) |               |
| NC20   | Philippe Marois   | Canada           | 119,270 | 38,53 (19)    | 7.03,34 (21) | 1.55,22 (20) |               |
| NS3    | Paweł Zygmunt     | Polen            | 078,718 | 38,60 (20)    | 6.41,18 (16) |              |               |
| NS3    | Steven Elm        | Canada           | 079,854 | 37,51 (12)    | 7.03,44 (22) |              |               |
| NS2    | Eskil Ervik       | Noorwegen        | 080,420 | 1.20,42 (23)* |              |              |               |
| NS1    | Enrico Fabris     | Italië           | 000,000 | - (NS)        |              |              |               |

### Vrouwen
| Rang   | Schaatsster        | Land             | Punten  | 500m          | 3000m        | 1500m        | 5000m        |
| ------ | ------------------ | ---------------- | ------- | ------------- | ------------ | ------------ | ------------ |
| Goud   | Anni Friesinger    | Duitsland        | 161,557 | 39,04 (1)     | 4.05,64 (1)  | 1.57,35 (1)  | 7.04,61 (1)  |
| Zilver | Cindy Klassen      | Canada           | 163,214 | 39,10 (2)     | 4.08,19 (5)  | 1.58,23 (3)  | 7.13,39 (8)  |
| Brons  | Claudia Pechstein  | Duitsland        | 163,418 | 40,33 (8)     | 4.06,30 (2)  | 1.58,59 (5)  | 7.05,08 (2)  |
| 4      | Daniela Anschütz   | Duitsland        | 163,719 | 40,07 (4)     | 4.07,97 (3)  | 1.58,31 (4)  | 7.08,85 (4)  |
| 5      | Ireen Wüst         | Nederland        | 164,047 | 40,10 (5)     | 4.08,15 (4)  | 1.58,17 (2)  | 7.11,99 (6)  |
| 6      | Kristina Groves    | Canada           | 165,068 | 40,74 (15)    | 4.08,75 (7)  | 1.59,04 (6)  | 7.11,90 (5)  |
| 7      | Renate Groenewold  | Nederland        | 165,453 | 41,01 (18)    | 4.08,37 (6)  | 1.59,42 (7)  | 7.12,42 (7)  |
| 8      | Moniek Kleinsman   | Nederland        | 166,399 | 40,91 (17)    | 4.11,13 (8)  | 2.00,40 (10) | 7.15,01 (9)  |
| 9      | Nami Nemoto        | Japan            | 166,713 | 40,66 (14)    | 4.13,16 (13) | 2.00,66 (11) | 7.16,40 (10) |
| 10     | Maki Tabata        | Japan            | 166,808 | 40,36 (9)     | 4.12,00 (9)  | 2.00,35 (9)  | 7.23,32 (12) |
| 11     | Wieteke Cramer     | Nederland        | 167,051 | 40,05 (3)     | 4.12,88 (11) | 2.02,05 (18) | 7.21,72 (11) |
| 12     | Clara Hughes       | Canada           | 167,143 | 42,08 (22)    | 4.12,11 (10) | 2.01,43 (13) | 7.05,69 (3)  |
| NC13   | Katrin Kalex       | Duitsland        | 123,263 | 40,46 (10)    | 4.14,24 (14) | 2.01,29 (12) |              |
| NC14   | Katarzyna Wójcicka | Polen            | 123,304 | 40,53 (11)    | 4.13,15 (12) | 2.01,75 (15) |              |
| NC15   | Olga Tarasova      | Rusland          | 123,326 | 40,74 (15)    | 4.16,14 (17) | 1.59,69 (8)  |              |
| NC16   | Annette Bjelkevik  | Noorwegen        | 123,706 | 40,25 (7)     | 4.16,74 (20) | 2.02,00 (17) |              |
| NC17   | Eriko Ishino       | Japan            | 123,817 | 40,59 (12)    | 4.16,51 (18) | 2.01,43 (13) |              |
| NC18   | Nicola Mayr        | Italië           | 124,475 | 40,60 (13)    | 4.19,29 (22) | 2.01,98 (16) |              |
| NC19   | Svetlana Vysokova  | Rusland          | 124,491 | 41,14 (20)    | 4.15,31 (15) | 2.02,40 (20) |              |
| NC20   | Gao Yang           | China            | 124,609 | 40,11 (6)     | 4.21,16 (23) | 2.02,92 (22) |              |
| NC21   | Ji Jia             | China            | 125,039 | 41,07 (19)    | 4.19,28 (21) | 2.02,27 (19) |              |
| NC22   | Maren Haugli       | Noorwegen        | 126,046 | 41,67 (21)    | 4.16,60 (19) | 2.04,83 (24) |              |
| NC23   | Kristine Holzer    | Verenigde Staten | 128,516 | 42,73 (23)    | 4.25,64 (24) | 2.04,54 (23) |              |
| DQ1    | Maria Lamb         | Verenigde Staten | 83,548  | 1.03,70 *(DQ) | 4.15,65 (16) | 2.02,82 (21) |              |

* = met val
NC = niet gekwalificeerd
NF = niet gefinisht
NS = niet gestart
DQ = gediskwalificeerd
Vet gezet = kampioenschapsrecord